# ران سیلورمن
ران سیلورمن (انگلیسی: Ron Silverman) فیلم‌نامه‌نویس، تهیه‌کننده فیلم و تهیه‌کننده تلویزیونی است.
از فیلم‌ها یا مجموعه‌های تلویزیونی که وی در آن‌ها نقش داشته‌است، می‌توان به آخرین مرد بی‌گناه، کرول، بروبیکر، نجات غریق و غرب وحشی وحشی اشاره نمود.